# Yana Egorian
Yana Karapetovna Egorian (en russe : Яна Карапетовна Егорян, née le 20 décembre 1993 à Erevan) est une escrimeuse russe, spécialiste du sabre.

## Biographie
Née en Arménie, elle s'installe à six ans à Khimki près de Moscou.
Yana Egorian démarre son parcours avec le premier titre olympique en sabre féminin de l'histoire des Jeux olympiques de la jeunesse d'été aux JOJ de Singapour.
Lors de ses premiers championnats d'Europe à Zagreb, elle remporte le titre par équipes puis enchaîne sur une médaille d'argent aux championnats du monde de Budapest. L'année suivante, elle arrive en quart de finale en individuel et remporte à nouveau le titre par équipe aux Championnats d'Europe de Strasbourg. Elle confirme son potentiel avec une médaille de bronze en individuel aux mondiaux de Kazan.
Elle remonte à la première place du podium par équipe en 2015, d'abord aux championnats d'Europe puis aux championnats du monde. L'année 2016 voit sa progression continuer, avec 2 victoires en coupe du monde et une sélection pour les Jeux olympiques de Rio elle décroche à nouveau le titre européen par équipe.

## Palmarès
- Jeux olympiques
  -  Médaille d'or en individuel aux Jeux olympiques d'été de 2016 à Rio de Janeiro
  -  Médaille d'or par équipes lors des Jeux olympiques 2016 de Rio de Janeiro

- Championnats du monde
  -  Médaille d'or par équipes aux championnats du monde 2015 à Moscou
  -  Médaille d'or par équipes aux championnats du monde 2018 à Budapest
  -  Médaille d'argent par équipes aux championnats du monde 2013 à Budapest
  -  Médaille d'argent par équipes aux championnats du monde 2018 à Wuxi
  -  Médaille de bronze en individuel aux championnats du monde 2014 à Kazan
  -  Médaille de bronze en individuel aux championnats du monde 2018 à Wuxi

- Championnats d'Europe
  -  Médaille d'or par équipes aux championnats d'Europe 2013 à Zagreb
  -  Médaille d'or par équipes aux championnats d'Europe 2014 à Strasbourg
  -  Médaille d'or par équipes aux championnats d'Europe 2015 à Montreux
  -  Médaille d'or par équipes auw championnats d'Europe 2016 à Toruń
  -  Médaille d'or par équipes aux championnats d'Europe 2018 à Novi Sad
  -  Médaille d'or par équipes aux championnats d'Europe 2019 à Düsseldorf
  -  Médaille d'argent par équipes aux championnats d'Europe 2017 à Tbilissi